# Piccola Cassia
La Piccola Cassia o Cassiola è un'antica strada romana che continuava o duplicava la famosa Via Cassia, attraversando il territorio tra Modena e Bologna. Nonostante il suo largo utilizzo in epoca romana, l'arco temporale che ne include le vicende è molto più ampio, estendendosi dai tempi dei primi popolamenti delle valli e dei crinali appenninici e prolungandosi poi nel millennio del Medioevo e nei secoli dell'Età Moderna e Contemporanea.

## La Piccola Cassia come via consolare
A partire dal III sec. a.C. i Romani, procedendo nel loro disegno espansionistico verso il nord della penisola italiana, iniziano la penetrazione e la conquista dell'Emilia-Romagna, che faceva parte della cosiddetta Gallia Cisalpina, il territorio occupato dalle popolazioni di stirpe celtica, come i Galli Boi, i Lingoni e i Liguri. L'occupazione dell'Emilia-Romagna da parte dei Romani comporta una riorganizzazione territoriale, che segnerà in modo incisivo il paesaggio della regione: tra i profondi mutamenti rientra anche l'apprestamento di un vero e proprio sistema stradale, che costituirà l'ossatura dell'assetto politico, economico e militare di questo territorio.
La conquista territoriale a nord dell'Appennino procede da est verso ovest, con la deduzione di colonie latine ubicate in posizioni strategiche: testa di ponte è la colonia di Ariminum (Rimini), fondata nel 268 a.C. lungo la costa adriatica alla foce del Marecchia. La deduzione di questa colonia risponde a precise esigenze di controllo, anche militare, dell'area adriatica, in seguito alla sottomissione dei Piceni e alla conseguente acquisizione del territorio marchigiano. In questo quadro, Ariminum fungeva da presidio della direttrice del Marecchia, che consentiva l'accesso alla valle del Tevere, garantendo pertanto il collegamento tra Roma e l'area padana; questo collegamento verrà poi definitivamente segnato dal tragitto della Via Flaminia, che a partire dal 220 a.C. attraverserà l'Italia per unire la capitale con la costa adriatica.
Nei pressi di Savignano sul Panaro doveva giungere invece la strada romana che nasceva dalla porta meridionale di Modena, nei pressi del monastero di San Pietro, e proseguiva per Sant'Eusebio e Vignola dove i rinvenimenti di ville ed edifici rustici allineati lungo l'attuale via Montanara sembrano confermare l'andamento della direttrice romana. Tra Vignola e Savignano la strada superava il Panaro mediante un ponte, in parte ancora visibile all'inizio dell'Ottocento, quando Domenico Crespellani ne descrive le pile emergenti dal Panaro in località Garofano – Verdeta. Da questo punto la strada imboccava il crinale tra Panaro e Samoggia, passando probabilmente dalle località Cassola e Cassolano, e proseguiva verso Zocca, Roffeno e Castel D'Aiano, dove si immetteva nella valle del Reno per discendere in territorio toscano, nella Valle dell'Ombrone e giungeva a Pistoia.
La strada appena descritta attiva fino alla tarda età imperiale, risulta un tracciato a lunga percorrenza che collegava Modena alla Toscana, attraverso un tragitto che si snoda trasversalmente su tre valli, quella del Panaro, quella del Samoggia e quella del Reno. Sembra plausibile identificare questo percorso con la via Cassia menzionata da Cicerone (Cic., Phil., XII, 9), che collegava Roma a Modena con un tragitto diretto attraverso l'appennino tosco-emiliano. La fonte ciceroniana è l'unica testimonianza scritta di epoca romana che ricorda la prosecuzione transappeninica della via Cassia verso il territorio modenese: il percorso della Cassia propriamente detta, infatti, attraversa Lazio e Toscana per collegare Roma con Lucca, passando per Bolsena, Chiusi, Arezzo, Firenze, Pistoia.
Il collegamento tra Modena e Pistoia sopra descritto e proposto da diversi studiosi sulla base dei rinvenimenti archeologici, dei toponimi e dei documenti di epoca medioevale, darebbe ragione alla testimonianza di Cicerone, individuando un itinerario transappenninico diretto. A conferma dell'esistenza di una Cassia in territorio emiliano si possono considerare anche alcune persistenze toponomastiche: si tratta di toponimi come Cassia, Cassiola, Cassola, Casola, Cassole o Casolano ampiamente diffusi nel territorio tra Modena e Bologna, in particolare nello spartiacque tra Panaro e Samoggia. Se il toponimo Cassia, presente nei pressi di Collegara, lungo la direttrice che collega Modena allo sbocco in pianura del Panaro, fa pensare alla strada romana sopra descritta, gli altri toponimi invece sono trasformazioni di Cassiola, cioè “piccola Cassia”, indicante i tracciati di probabili diverticoli e percorsi alternativi della Cassia romana utilizzati in epoca medioevale in seguito a profondi cambiamenti politici. Infatti dopo il IV sec. d.C. la crisi politico-istituzionale dell'impero romano e le incursioni barbariche determinano una decadenza del territorio e delle sue infrastrutture, che si protrae fino alla conquista longobarda: tra VII e VIII d.C. il confine tra il regno Longobardo e l'Esarcato bizantino si attesta proprio sul Panaro, trasformando il comprensorio tra Modena e Bologna, così fiorente in epoca romana, in una zona militarizzata di frontiera, nella quale anche il sistema viario subisce profonde trasformazioni, con l'abbandono di antichi tracciati e l'apertura di nuovi collegamenti.